# Picot de pit clapejat
El picot de pit clapejat o picot de pit motejat (Dendropicos poecilolaemus) és una espècie d'ocell de la família dels pícids (Picidae) que habita sabanes i conreus d'Àfrica central, al centre i sud de Camerun, República Centreafricana, sud del Txad, el Sudan del Sud, nord-est de la República Democràtica del Congo, Uganda, Ruanda i oest de Kenya.